# Dedinky
Dedinky és un poble i municipi d'Eslovàquia. Es troba a la regió de Košice, a l'est del país.

## Història
La primera referència escrita de la vila data del 1380.

## Demografia
| Godina             | 1994 | 2004    | 2014   | 2024    |
| ------------------ | ---- | ------- | ------ | ------- |
| Nombre de persones | 432  | 303     | 279    | 224     |
| Diferència         |      | −29,86% | −7,92% | −19,71% |

| Godina             | 2023 | 2024   |
| ------------------ | ---- | ------ |
| Nombre de persones | 225  | 224    |
| Diferència         |      | −0,44% |